# Caroline Nokes

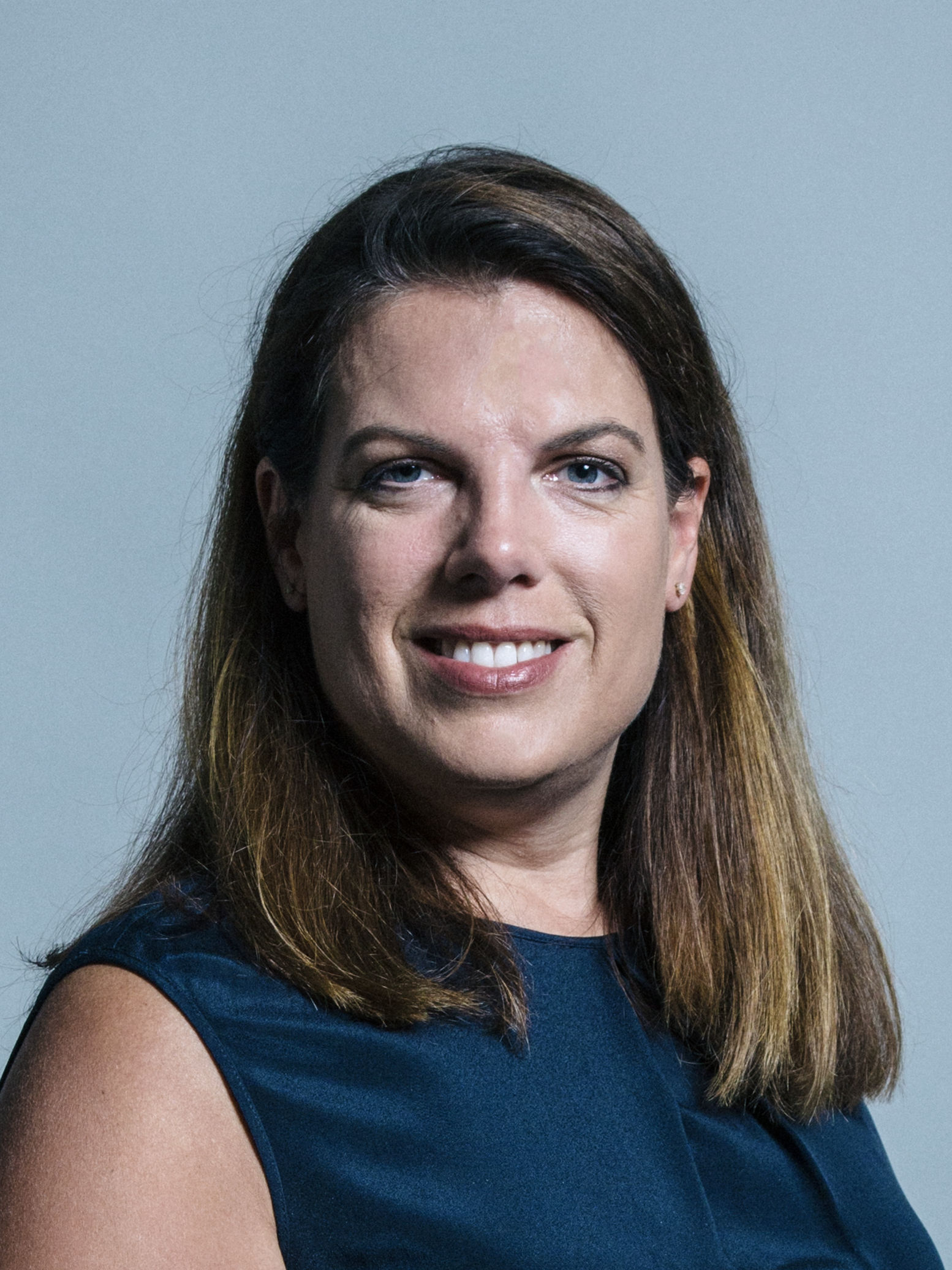
Caroline Nokes

Caroline Nokes (* 26. Juni 1972 in Lyndhurst, Hampshire) ist eine britische Politikerin der Conservative Party.

## Leben
Ihr Vater war der britische Politiker und Europaabgeordnete Roy Perry. Nokes besuchte die The Romsey School und studierte an der University of Sussex Politikwissenschaften. Im Kabinett May I war Nokes Parlamentarische Unter-Staatssekretärin für Soziales. Nokes war im Kabinett May II ab 8. Januar 2018 bis 24. Juli 2019 Parlamentarische Staatssekretärin für Immigration. Am 4. September 2019 wurde sie nach ihrer parlamentarischen Entscheidung im Unterhaus, einen EU-Austritt ohne Abkommen zu verhindern, aus der Fraktion der Conservative Party ausgeschlossen. Am 29. Oktober 2019 wurde sie zusammen mit neun weiteren Parteiabweichlern wieder in die Parlamentsfraktion der Konservativen aufgenommen. Am 12. Januar 2022 gehörte sie zu den konservativen Unterhausabgeordneten, die Premierminister Boris Johnson angesichts des Skandals über eine Gartenparty während des COVID-19-lockdowns zum Rücktritt aufforderten.
Von 1995 bis 2002 war Nokes mit Marc Nokes verheiratet und hat eine Tochter.